# Amegilla meltonensis
Amegilla meltonensis là một loài Hymenoptera trong họ Apidae. Loài này được Rayment mô tả khoa học năm 1951.